# Aylesford-Pfanne
Die Aylesford-Pfanne ist ein kasserollenartiger Gefäßtyp italischer Provenienz, welcher in der mitteleuropäischen vorrömischen Eisenzeit auftritt. Erstmals beschrieben wurde der Gefäßtyp 1890 im Inventar des eponymen Fundortes Aylesford, einem von Sir Arthur J. Evans ergrabenen Gräberfeld, dem Urnengräberfeld von Aylesford in der südenglischen Grafschaft Kent.
Es handelt sich um eine Bronzepfanne mit einem flachen Boden und einem ausladenden Rand, der im Umfeld des Stielansatzes verziert sein kann. Auch das Griffende des Stiels kann figürlich dekoriert sein.
Hergestellt wurden diese Stielkasserollen im ersten Drittel des 1. Jahrhunderts v. Chr. im italischen Raum und wurden vor allem ins keltische Gebiet verhandelt. Bei archäologischen Grabungen fanden sich Pfannen des Typs Aylesford beispielsweise in der Ringwallanlage auf dem Dünsberg oder im Oppidum von Manching.